# Овце
Вижте пояснителната страница за други значения на Овца.
Овни пренасочва насам.  За филма вижте Овни (филм).
Овцете (Ovis) са род чифтокопитни бозайници от семейство Кухороги, подсемейство Кози (Caprinae).

## Обща характеристика
Дивите овце се срещат в предпланинските и планински райони на Северна Америка, Азия (Близкия изток и Средна Азия) и Европа. В сравнение с останалите кухороги имат сравнително дребни размери и се отличават главно по рогата си. Рогата на мъжките са масивни, дебели и охлювообразно извити, като при възрастен Дебелорог овен могат да достигнат тегло от 14 кг. – колкото е теглото на всичките му кости взети заедно. Женските обикновено също имат рога, но по-слабо развити. През зимата освен обичайната си по-груба външна космена покривка дивите овце носят и втори слой вълнеста, мека и топла козина, която окапва напролет.

## Начин на живот и хранене
Овцете са стадни животни. Хранят се главно с треви, но не са претенциозни - ядат също мъхове, лишеи, а през зимата белят и кората на дърветата. Не се нуждаят от много вода и често се срещат в сравнително сухи райони. През размножителния период мъжките водят впечатляващи битки за правото над харем от женски. Вдйгайки се на задните си крака те се засилват и с всичка сила блъскат с рога главите си, като грохота от удара отеква на километри разстояние. Биещите се овни обаче рядко се нараняват един другиго, защото се блъскат глава в глава, без да си нанасят удари по тялото. Освен това кожата на главата им е доста дебела, а черепните им кости са двойно подсилени.
Дивите овни имат много остро зрение и добър слух. Забелязвайки своите неприятели отдалеч те бързо се оттеглят по високите труднодостъпни склонове. Понякога мъжките нападат, има сведения за овни изблъскали вълци от някоя скала.

## Класификация
Около таксономичната класификация на дивите овце и по-специално на муфлоните (Ovis orientalis ssp или Ovis aries ssp.), както и за произхода на домашните овце (Ovis aries), все още се водят научни спорове . В по-старите източници муфлоните се определят дори като подвидове планински овни (Ovis ammon musimon), но след съвременни генетични изследвания това мнение не намира потвърждение. От друга страна напоследък се налага мнението, че Европейските муфлони (Ovis [orientalis] musimon) родом от средиземноморските острови Корсика и Сардиния, Родос и Кипър всъщност представляват вторично подивели в древността домашни овце и се определят като Ovis aries musimon.
род Овце
- Ovis orientalis (Ovis aries) - Муфлони и домашни овце
  - Ovis [orientalis] orientalis – Азиатски муфлон
  - Ovis [orientalis] musimon (Ovis aries ssp.) – Европейски муфлон
  - Ovis [orientalis] aries - Домашна овца
- Ovis ammon - Архар, планински овен, аргали
- Ovis vignei – Уриал, степен овен
- Ovis canadensis – Дебелорог овен
- Ovis dalli – Овен на Дал
- Ovis nivicola – Снежен овен